# Petit-duc d'Orient
Otus sunia
Espèce
Statut de conservation UICN

 LC  : Préoccupation mineure
Statut CITES
Le Petit-duc d'Orient (Otus sunia) est une espèce d'oiseaux de la famille des Strigidae.

## Répartition
Cette espèce vit en Russie et Asie du Sud jusqu'à 2300 mètres d'altitude.

## Description
Le Petit-duc d'Orient est un rapace nocturne de petite taille. Il mesure de 17 à 21 cm et pèse de 75 à 95 g.

## Habitat
Le petit-duc d'Orient fréquente les zones boisées ouvertes ou semi-ouvertes, les parcs, les savanes avec des arbres clairsemés, les galeries d'arbres le longs des cours d'eau.
La plupart du temps il chasse à la lisière des zones boisées ou dans des contrées dégagées.

## Nutrition
C'est un oiseau insectivore et carnivore.
Les insectes et les araignées constituent largement ses proies favorites. Son menu est complété par de petits vertébrés. Ces derniers sont capturés à terre. Par contre les araignées et les insectes sont attrapés dans les arbres et les buissons.

## Reproduction
La saison des amours a lieu de février à avril.
Les mâles chantent à proximité de sites présumés de reproduction qui sont des cavités naturelles dans les arbres, des fissures dans les murs (ou éventuellement des nichoirs artificiels). Le mâle indique la cavité à la femelle en y pénétrant ou en chantant devant son entrée. La femelle y pond 3 ou 4 œufs.

## Sous-espèces
D'après la classification de référence (version 14.1, 2024) de l'Union internationale des ornithologues, le Petit-duc d'Orient possède 9 sous-espèces (ordre philogénique) :
- Otus sunia japonicus Temminck & Schlegel, 1845 ;
- Otus sunia stictonotus (Sharpe, 1875) ;
- Otus sunia malayanus (Hay, 1845) ;
- Otus sunia sunia (Hodgson, 1836) ;
- Otus sunia distans Friedmann & Deignan, 1939 ;
- Otus sunia rufipennis (Sharpe, 1875) ;
- Otus sunia leggei Ticehurst, 1923 ;
- Otus sunia modestus (Walden, 1874) ;
- Otus sunia nicobaricus (Hume, 1876).